# 东亚研究

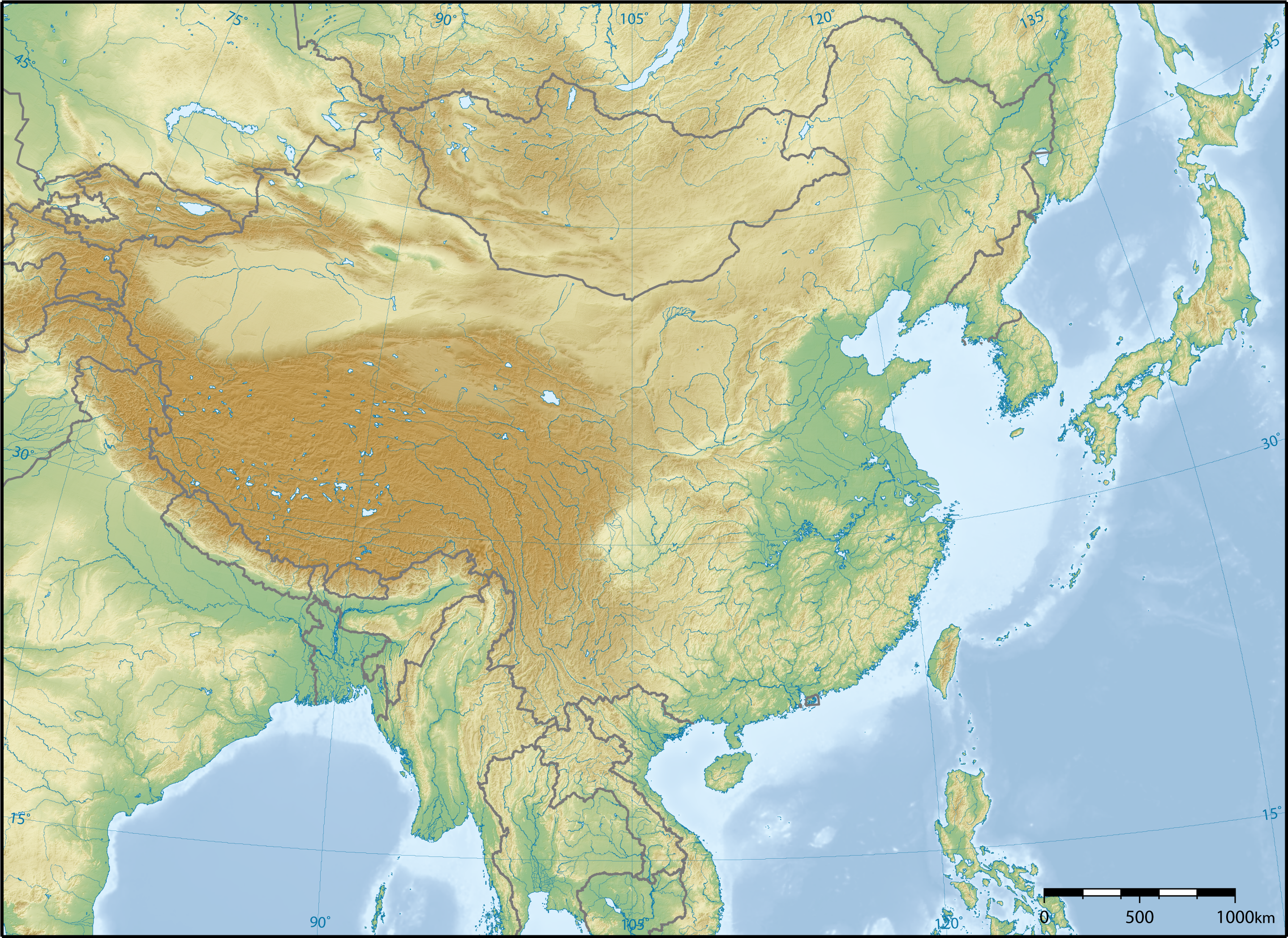
东亚地域图

东亚研究（英語：East Asian studies），也称东亚学，是一个独特的跨学科学术领域和区域研究的类别，旨在促进对东亚过去与现在的广泛人文理解和社会科学研究，包括东亚文化、语言、历史、经济、社会和政治制度等，是亚洲研究的一部分。

## 概况
在北美和西方世界的大学中，东亚人文学科的研究传统上设在东亚语言和文明或文化（East Asian Language and Civilization, EALC）系，开设汉语言文学和日本语言文学专业，有时还开设韩语言文学专业。例如哥伦比亚大学东亚语言文化系及韦瑟黑德东亚研究所（Weatherhead East Asian Institute, WEAI）、哈佛大学东亚语言与文明系、加州大学伯克利分校东亚研究所及东亚语言与文化系、芝加哥大学东亚语言与文明系及东亚研究中心、耶鲁大学东亚语言文学系等。另一方面，东亚研究项目通常是跨学科中心，汇集了来自各个部门和学校的文学学者、经济学家、历史学家、人类学家、社会学家、政治学家等，以促进共同感兴趣的教学项目、会议和讲座系列。东亚研究中心还经常开设跨学科的东亚研究本科和硕士学位课程。

## 历史

### 北美
在美国各地的大学，1960年代反对越南战争运动的背景中，青年师生批评东亚研究的学科建制是与美帝国主义同谋。他们指责日本被奉为非革命现代化的典范，导致东亚研究专注于現代化理論以避免革命。
在接下来的几十年里，许多东亚研究学者受到爱德华·萨义德1978年的著作《东方主义》的启发，而另一些评论家则从定量或理论社会科学的角度，批评区域研究特别是东亚研究，是无定形的，缺乏严谨性。
批评也来自政治光谱的另一端。拉蒙·H·迈尔斯（Ramon H. Myers）和托马斯·A·梅茨格（Thomas A. Metzger）是来自保守派的胡佛研究所的两位学者，他们指责“‘革命’范式越来越盖过了‘现代化’范式”，并且“这种谬误已成为许多关于中国近现代史的写作的组成部分，抹黑或忽视中国近现代史上的其他因素。”

### 欧洲
在欧洲，著名东亚学家主要在英国、德国、荷兰、法国、瑞典和意大利的大学担任教授。最近的出版物也表明“北欧国家在东亚研究领域提供了一些独特的贡献”。
在英國，東亞研究的研究題目主要集中於近代東亞歷史、文學、社會等等。牛津大學、劍橋大學等等著名學府均有開設東方研究學院。倫敦大學亞非學院(SOAS University of London)是英國專門研究東亞研究的學府。此外，愛丁堡大學、錫菲大學等等學府設有東亞研究系以及相關本科、碩士，以及博士課程。
北歐國家開設東亞研究系所的院校包括斯德哥爾摩大學(亞洲及中東研究系)、奧斯陸大學。此外，隆德大學、烏普薩拉大學、哥本哈根大學等等學府均有開設於東亞研究相關課題的課程及研究。
德语世界的东亚研究机构有波鸿鲁尔大学东亚研究院、杜伊斯堡-埃森大学东亚研究系、海德堡大学东亚研究系、慕尼黑大学东亚研究中心、莱比锡大学东亚系、维也纳大学东亚研究系、柏林自由大学东亚研究研究生院、柏林洪堡大学东亚研究系、科隆大学东亚研讨会、波恩东亚研究院、蘇黎世大學亞洲與東方研究院等。
法语世界的东亚研究机构有巴黎狄德罗大学东亚语言与文明系、法国国立东方语言文化学院、社会科学高等学院、巴黎政治学院、日内瓦大学等。

### 东亚
19世纪末至20世纪前半期，日本为筹备“大东亚战争”和“大东亚共荣圈”，建立了以“东亚”为名的多个研究机构，产出了不少“东亚研究”论著。1945年后，战前一大批带有“东亚”印记的研究机构或被解散或被改制，学者大都避讳“东亚”一词，代以“漢字文化圈”“中华文化圈”“儒教文化圈”等提法。20世纪80年代以来，在日本战后经济奇迹的背景下，日本东亚研究又有新的发展。
北京大学元培学院与东京大学开设东亚研究联合学位。山东大学威海校区设有东北亚学院（原韩国学院）和东北亚研究中心。
新加坡国立大学东亚研究所（East Asian Institute, EAI）成立于1997年4月，继承自东亚政治经济研究所（IEAPE）和1983年由吴庆瑞成立的东亚哲学研究所（IEAP）。马来亚大学开设有东亚研究学系，由原日本研究项目升格而成。
國立政治大學東亞研究所成立於1968年，由國立政治大學與中華民國國際關係研究所合作開辦，進行中華人民共和國與東亞區域研究。国立台湾师范大学开设有东亚学系，由原由“东亚文化暨发展学系”及“国际汉学研究所”整合。
特拉维夫大学之东亚研究学系成立于1995年。

## 子领域
中国学（Sinology）：专门研究中国、中国历史、中国文化、中国文学和汉语的子领域。
日本学（Japanology）：专门研究日本、日本文化、日本历史、日本文学和日语的子领域。1872年，欧内斯特·萨托（Ernest Satow）和弗雷德里克·维克多·狄金斯（Frederick Victor Dickins）等人在横滨创立了日本亚洲学会，这是日本研究作为一门学科发展的重要事件。
韩国学（Koreanology）：专门研究韩国、韩国文化、韩国历史、韩国文学和韩国语言的子领域。韩国学一词在1940年代首次开始使用，但直到1970年代韩国在经济上崛起，才得到广泛普及。1991年，韩国政府成立韩国国际交流财团以促进世界范围内的韩国学。
蒙古学：专门研究蒙古、蒙古文化、蒙古文学和蒙古语言的子领域。蒙古研究有时被视为东亚研究的子领域，但也被视为内亚研究的子领域。美国蒙古研究中心成立于2002年。
臺灣學 (Taiwanology)：是涉及臺灣社會科學和人文科學研究的區域研究或東亞研究的子領域。它包括臺灣語言、文化、歷史、文學、藝術、音樂和科學等領域的研究。